# Liste der Stolpersteine in Bad Hersfeld
Die Liste der Stolpersteine in Bad Hersfeld enthält Stolpersteine, die im Rahmen des gleichnamigen Kunst-Projekts von Gunter Demnig in Bad Hersfeld verlegt wurden. Mit ihnen soll an Opfer des Nationalsozialismus erinnert werden, die in Bad Hersfeld lebten und wirkten.

## Liste der Stolpersteine
| Adresse                     | Name                     | Inschrift | Verlegedatum  | Bild | Anmerkung |
| --------------------------- | ------------------------ | --- | ------------- | --- | --- |
| An der Obergeis 19 ·        | Harry Ohmsberg           | Hier wohnte Harry Ohmsberg ... | 16. März 2017 | Bild gesucht Die Wikipedia wünscht sich an dieser Stelle ein Bild vom hier behandelten Ort. Weitere Infos zum Motiv findest du vielleicht auf der Diskussionsseite . Falls du dabei helfen möchtest, erklärt die Anleitung , wie das geht. BW | |
| An der Obergeis 19 ·        | Laura Ohmsberg           | Hier wohnte Laura Ohmsberg ... | 16. März 2017 | Bild gesucht Die Wikipedia wünscht sich an dieser Stelle ein Bild vom hier behandelten Ort. Weitere Infos zum Motiv findest du vielleicht auf der Diskussionsseite . Falls du dabei helfen möchtest, erklärt die Anleitung , wie das geht. BW | |
| An der Obergeis 19 ·        | Ludwig Ohmsberg          | Hier wohnte Ludwig Ohmsberg ... | 16. März 2017 | Bild gesucht Die Wikipedia wünscht sich an dieser Stelle ein Bild vom hier behandelten Ort. Weitere Infos zum Motiv findest du vielleicht auf der Diskussionsseite . Falls du dabei helfen möchtest, erklärt die Anleitung , wie das geht. BW | |
| August-Gottlieb-Straße 12 · | Jakob Levi               | Hier wohnte Jakob Levi Jg. 1880 deportiert 1941 Łodz ermordet                                                                                 | 6. Sep. 2010  | der Stolperstein für Jakob Levi | |
| August-Gottlieb-Straße 12 · | Rosa Levi                | Hier wohnte Rosa Levi Jg. 1911 deportiert 1941 Łodz ermordet                                                                                  | 6. Sep. 2010  | der Stolperstein für Rosa Levi | |
| August-Gottlieb-Straße 12 · | Siegfried Levi           | Hier wohnte Siegfried Levi Jg. 1915 deportiert 1944 Auschwitz ermordet 22.3.1945 Buchenwald                                                   | 6. Sep. 2010  | der Stolperstein für Siegfried Levi | |
| August-Gottlieb-Straße 12 · | Thekla Levi              | Hier wohnte Thekla Levi geb. Nussbaum Jg. 1882 deportiert 1941 Łodz ermordet                                                                  | 6. Sep. 2010  | der Stolperstein für Thekla Levi | |
| Badestube 4 ·               | Siegfried Oppenheim      | Hier wohnte Siegfried Oppenheim Jg. 1891 Flucht 1936 Palästina Flucht in den Tod 23.11.1936 Ramat Hascharon                                   | 20. Juni 2016 | der Stolperstein für Siegfried Oppenheim | |
| Badestube 8 ·               | Frieda Frenkl            | Hier wohnte Frieda Frenkl geb. Neuhaus Jg. 1890 deportiert 1941 ermordet in Minsk                                                             | 20. Juni 2016 | der Stolperstein für Frieda Frenkel | |
| Badestube 8 ·               | Max Goldschmidt          | Hier wohnte Max Goldschmidt Jg. 1902 deportiert Riga ermordet                                                                                 | 20. Juni 2016 | der Stolperstein für Max Goldschmidt | |
| Badestube 8 ·               | Berti Grünewald          | Hier wohnte Berti Grünewald Jg. 1925 deportiert Izbica ermordet                                                                               | 20. Juni 2016 | der Stolperstein für Berti Grünewald | |
| Badestube 8 ·               | Rosa Grünewald           | Hier wohnte Rosa Grünewald geb. Neuhaus Jg. 1887 deportiert 1942 Izbica ermordet                                                              | 20. Juni 2016 | der Stolperstein für Rosa Grünewald | |
| Bahnhofstraße 2 ·           | Harry Goldschmidt        | Hier wohnte Harry Goldschmidt Jg. 1913 verhaftet 7.3.1939 Gefängnis Fulda entlassen 12.9.1939 deportiert 1941 ermordet in Minsk               | 20. Juni 2016 | der Stolperstein für Harry Goldschmidt | |
| Bahnhofstraße 2 ·           | Mathilde Goldschmidt     | Hier wohnte Mathilde Goldschmidt geb. Buchsbaum Jg. 1886 deportiert 1941 ermordet in Minsk                                                    | 20. Juni 2016 | der Stolperstein für Mathilde Goldschmidt | |
| Bahnhofstraße 4 ·           | Betti Tannenberg         | Hier wohnte Betti Tannenberg geb. Oppenheim Jg. 1882 deportiert 1941 ermordet in Minsk                                                        | 20. Juni 2016 | der Stolperstein für Betti Tannenberg | |
| Bahnhofstraße 4 ·           | Levi Tannenberg          | Hier wohnte Levi Tannenberg Jg. 1879 deportiert 1941 ermordet in Minsk                                                                        | 20. Juni 2016 | der Stolperstein für Levi Tannenberg | |
| Bahnhofstraße 11 ·          | Karl Goldschmidt         | Hier wohnte Karl Nathan Goldschmidt Jg. 1926 Flucht 1939 Holland interniert Westerbork deportiert 1942 Auschwitz ermordet 30.9.1942           | 20. Juni 2016 | der Stolperstein für Karl Nathan Goldschmidt | |
| Bahnhofstraße 11 ·          | Kurt Goldschmidt         | Hier wohnte Kurt Josua Goldschmidt Jg. 1925 Flucht 1939 Holland interniert Westerbork deportiert 1942 Auschwitz ermordet 30.9.1942            | 20. Juni 2016 | der Stolperstein für Kurt Josua Goldschmidt | |
| Bahnhofstraße 11 ·          | Regina Goldschmidt       | Hier wohnte Regina Goldschmidt geb. Nordhäuser Jg. 1885 deportiert 1942 Sobibor ermordet 3.6.1942                                             | 20. Juni 2016 | der Stolperstein für Regina Goldschmidt | |
| Bahnhofstraße 11 ·          | Simon Goldschmidt        | Hier wohnte Simon Goldschmidt Jg. 1884 deportiert 1942 Sobibor ermordet 3.6.1942                                                              | 20. Juni 2016 | der Stolperstein für Simon Goldschmidt | |
| Bahnhofstraße 14 ·          | Klara Nussbaum           | Hier wohnte Klara Nussbaum geb. Katzenstein Jg. 1877 deportiert 1942 ermordet Dez. 1943 in Auschwitz                                          | 29. März 2011 | der Stolperstein für Klara Nussbaum | |
| Breitenstraße 3 ·           | Rosa Heilbrunn           | Hier wohnte Rosa Heilbrunn Jg. 1885 deportiert 1942 ermordet im besetzten Polen                                                               | 20. Juni 2016 | der Stolperstein für Rosa Heilbrunn | |
| Breitenstraße 3 ·           | Johanna Plaut            | Hier wohnte Johanna Plaut geb. Levi Jg. 1877 deportiert Theresienstadt ermordet 13.11.1943                                                    | 6. Sep. 2010  | der Stolperstein für Johanna Plaut | Johanna Levi wurde am 4. Juli 1877 in Birstein geboren und war wohnhaft in Frankfurt am Main und Hersfeld. Sie wurde am 16. Juli 1942 in das Ghetto Theresienstadt deportiert, am 13. November 1943 ermordet und später für tot erklärt.                       |
| Breitenstraße 10 ·          | Bertha Katz              | Hier wohnte Bertha Katz geb. Strauss Jg. 1879 deportiert 1942 Theresienstadt ermordet 23.3.1944                                               | 29. März 2011 | der Stolperstein für Bertha Katz | |
| Breitenstraße 10 ·          | Elfriede Levi            | Hier wohnte Elfriede Levi Jg. 1906 deportiert 1942 ermordet Juni 1942 in Sobibor                                                              | 29. März 2011 | der Stolperstein für Elfriede Levi | |
| Breitenstraße 10 ·          | Recha Levi               | Hier wohnte Recha Levi geb. Nathan Jg. 1878 deportiert 1942 ermordet Juni 1942 in Sobibor                                                     | 29. März 2011 | der Stolperstein für Recha Levi | |
| Breitenstraße 13 ·          | Lina Tannenbaum          | Hier wohnte Lina Tannenbaum geb. Katzenstein Jg. 1882 deportiert 1942 Riga ermordet 8.9.1942                                                  | 29. März 2011 | der Stolperstein für Lina Tannenbaum | |
| Breitenstraße 22 ·          | Hermann Wertheim         | Hier wohnte Hermann Wertheim Jg. 1872 deportiert 1941 Kaunas ermordet 25.11.1941                                                              | 6. Sep. 2010  | der Stolperstein für Hermann Wertheim | Hermann Wertheim wurde am 14. August 1872 in Breitenbach bei Rottenburg geboren und war wohnhaft in Frankfurt am Main. Vor dort wurde er am 22. November 1941 in das Fort IX nach Kowno (Kaunas) deportiert. Dort wurde er am 25. November 1941 ermordet.      |
| Breitenstraße 22 ·          | Setta Wertheim           | Hier wohnte Setta Wertheim geb. Klebe Jg. 1874 deportiert 1941 Kaunas ermordet 25.11.1941                                                     | 6. Sep. 2010  | der Stolperstein für Setta Wertheim | Setta Wertheim wurde am 2. Mai 1874 in Rhina bei Hünfeld geboren und war wohnhaft in Frankfurt am Main und Hersfeld. Vor Frankfurt wurde sie am 22. November 1941 in das Fort IX nach Kowno (Kaunas) deportiert. Dort wurde sie am 25. November 1941 ermordet. |
| Breitenstraße 24 ·          | Johanna Levi             | Hier wohnte Johanna Levi geb. Löwenberg Jg. 1879 deportiert 1942 ermordet 1944 in Auschwitz                                                   | 29. März 2011 | der Stolperstein für Johanna Levi | |
| Brink 9 ·                   | Eduard Cohn              | Hier wohnte Eduard Cohn Jg. 1874 von SA im März 1933 gedemütigt/misshandelt Flucht in den Tod 13.8.1933                                       | 16. März 2017 | der Stolperstein für Eduard Cohn | |
| Brink 9 ·                   | Hedwig Cohn              | Hier wohnte Hedwig Cohn geb. Katzenstein Jg. 1883 deportiert 1941 Minsk ermordet                                                              | 16. März 2017 | der Stolperstein für Hedwig Cohn | |
| Brink 9 ·                   | Ludwig Cohn              | Hier wohnte Ludwig Cohn Jg. 1907 Flucht 1937 Belgien interniert Drancy deportiert 1942 ermordet in Auschwitz                                  | 16. März 2017 | der Stolperstein für Ludwig Cohn | |
| Dudenstraße 16 ·            | Emma Blumenfeld          | Hier wohnte Emma Blumenfeld geb. Oppenheim Jg. 1883 deportiert 1941 Łodz ermordet 10.1.1943                                                   | 6. Sep. 2010  | der Stolperstein für Emma Blumenfeld | |
| Dudenstraße 16 ·            | Max Meier Blumenfeld     | Hier wohnte Max Meier Blumenfeld Jg. 1879 deportiert 1941 Łodz ermordet 2.2.1943                                                              | 6. Sep. 2010  | der Stolperstein für Max Meier Blumenfeld | |
| Dudenstraße 16 ·            | Franziska Oppenheim      | Hier wohnte Franziska Oppenheim geb. Blumenfeld Jg. 1870 deportiert 1942 Theresienstadt ermordet 28.9.1942                                    | 6. Sep. 2010  | der Stolperstein für Franziska Oppenheim | |
| Fuldastraße 6 ·             | Mendel Emanuel Nussbaum  | Hier wohnte Mendel Emanuel Nussbaum Jg. 1881 deportiert 1942 Theresienstadt ermordet 23.12.1942                                               | 29. März 2011 | der Stolperstein für Mendel Emanuel Nussbaum | |
| Fuldastraße 6 ·             | Sophie Nussbaum          | Hier wohnte Sophie Nussbaum geb. Frankenthal Jg. 1889 deportiert 1942 Theresienstadt ermordet in Auschwitz                                    | 29. März 2011 | der Stolperstein für Sophie Nussbaum | |
| Hanfsack 2 ·                | Bertha Nussbaum          | Hier wohnte Bertha Nussbaum geb. Oppenheim Jg. 1885 deportiert 1942 ermordet in Lublin                                                        | 29. März 2011 | der Stolperstein für Bertha Nussbaum | |
| Hainstraße 15 ·             | Hilde Klebe              | Hier wohnte Hilde Klebe geb. Zunz Jg. 1889 deportiert 1942 Riga ermordet Juni 1942 in Sobibor                                                 | 29. März 2011 | der Stolperstein für Hilde Klebe | |
| Hainstraße 15 ·             | Mathilde Wetterhahn      | Hier wohnte Mathilde Wetterhahn geb. Neuhof Jg. 1880 deportiert 1942 Theresienstadt ermordet 15.5.1944 Auschwitz                              | 29. März 2011 | der Stolperstein für Mathilde Wetterhahn | |
| Johannesstraße 7 ·          | Arie Alfred Elburg       | Hier wohnte Arie Alfred Elburg Jg. 1922 Flucht 1933 Holland interniert Westerbork deportiert 1944 Auschwitz 1945 Buchenwald ermordet 2.5.1945 | 20. Juni 2016 | der Stolperstein für Arie Alfred Elburg | |
| Johannesstraße 7 ·          | Berta Elburg             | Hier wohnte Berta Elburg Jg. 1923 Flucht 1933 Holland interniert Westerbork deportiert 1942 Auschwitz ermordet 30.9.1942                      | 20. Juni 2016 | der Stolperstein für Berta Elburg | |
| Johannesstraße 7 ·          | Jonas Elburg             | Hier wohnte Jonas Elburg Jg. 1883 Flucht 1933 Holland interniert Westerbork deportiert 1942 Auschwitz ermordet 2.11.1942                      | 20. Juni 2016 | Stolperstein Jonas Elburg | |
| Johannesstraße 7 ·          | Rosa Elburg              | Hier wohnte Rosa Elburg geb. Rosenberg Jg. 1888 Flucht 1933 Holland interniert Westerbork deportiert 1942 Auschwitz ermordet 5.10.1942        | 20. Juni 2016 | Stolperstein Rosa Elburg | |
| Klausstraße 9 ·             | Rosa Oppenheim           | Hier wohnte Rosa Oppenheim geb. Nordhäuser Jg. 1886 deportiert 1941 ermordet in Minsk                                                         | 29. März 2011 | der Stolperstein für Rosa Oppenheim | |
| Klausstraße 10 ·            | Arthur Cohn              | Hier wohnte Arthur Cohn Jg. 1896 deportiert 1943 ermordet in Auschwitz                                                                        | 29. März 2011 | der Stolperstein für Arthur Cohn | |
| Klausstraße 10 ·            | Judith Cohn              | Hier wohnte Judith Cohn Jg. 1935 deportiert 1943 ermordet in Auschwitz                                                                        | 29. März 2011 | der Stolperstein für Judith Cohn | |
| Klausstraße 10 ·            | Käthe Cohn               | Hier wohnte Käthe Cohn geb. Goldschmidt Jg. 1899 deportiert 1943 ermordet in Auschwitz                                                        | 29. März 2011 | der Stolperstein für Käthe Cohn | |
| Klausstraße 10 ·            | Heinz Werner Goldschmidt | Hier wohnte Heinz Goldschmidt Jg. 1918 verhaftet Sachsenhausen ermordet 16.4.1940                                                             | 29. März 2011 | der Stolperstein für Heinz Goldschmidt | |
| Klausstraße 10 ·            | Lina Goldschmidt         | Hier wohnte Lina Goldschmidt geb. Plaut Jg. 1872 Theresienstadt ermordet Sept. 1942 in Treblinka                                              | 29. März 2011 | der Stolperstein für Lina Goldschmidt | |
| Klausstraße 18 ·            | Rosa Hahn                | Hier wohnte Rosa Hahn geb. Nussbaum Jg. 1884 deportiert 1941 Łodz ermordet                                                                    | 6. Sep. 2010  | der Stolperstein für Rosa Hahn | Rosa Nussbaum wurde am 2. April 1884 in Niederaula geboren und war wohnhaft in Frankfurt am Main und Hersfeld. Sie wurde aus Frankfurt am 20. Oktober 1941 in das Ghetto Litzmannstadt (Lodz) deportiert.                                                      |
| Klausstraße 18 ·            | Adolf Schmidt            | Hier wohnte Adolf Schmidt Jg. 1887 deportiert 1941 Łodz ermordet 18.4.1942                                                                    | 6. Sep. 2010  | der Stolperstein für Adolf Schmidt | |
| Klausstraße 18 ·            | Bertha Schmidt           | Hier wohnte Bertha Schmidt geb. Katzenstein Jg. 1893 deportiert 1941 Łodz ermordet 18.4.1942                                                  | 6. Sep. 2010  | der Stolperstein für Bertha Schmidt | Berta Katzenstein wurde am 25. Februar 1893 in Hersfeld geboren und war wohnhaft in Frankfurt am Main. Sie wurde aus Frankfurt am 20. Oktober 1941 in das Ghetto Litzmannstadt (Lodz) deportiert.                                                              |
| Klausstraße 18 ·            | Hansi Schmidt            | Hier wohnte Hansi Schmidt Jg. 1925 deportiert 1941 Łodz ermordet                                                                              | 6. Sep. 2010  | der Stolperstein für Hansi Schmidt | Hansi Schmidt wurde am 24. Februar 1925 in Hersfeld geboren und war wohnhaft in Frankfurt am Main. Er wurde aus Frankfurt am 20. Oktober 1941 in das Ghetto Litzmannstadt (Lodz) deportiert.                                                                   |
| Klausstraße 18 ·            | Helma Schmidt            | Hier wohnte Helma Schmidt Jg. 1928 deportiert 1941 Łodz ermordet                                                                              | 6. Sep. 2010  | der Stolperstein für Helma Schmidt | Helma Schmidt wurde am 6. August 1928 in Hersfeld geboren und war wohnhaft in Frankfurt am Main. Sie wurde aus Frankfurt am 20. Oktober 1941 in das Ghetto Litzmannstadt (Lodz) deportiert.                                                                    |
| Klausstraße 21 ·            | Alfred Simon             | Hier wohnte Alfred Simon Jg. 1882 deportiert 1942 Riga ermordet 1943 in Auschwitz                                                             | 29. März 2011 | der Stolperstein für Alfred Simon | |
| Klausstraße 21 ·            | Helmuth Simon            | Hier wohnte Helmuth Simon Jg. 1926 deportiert 1942 Majdanek ermordet 17.9.1942                                                                | 29. März 2011 | der Stolperstein für Helmut Simon | |
| Klausstraße 21 ·            | Meta Simon               | Hier wohnte Meta Simon geb. Stern Jg. 1891 deportiert 1942 ermordet 1943 in Auschwitz                                                         | 29. März 2011 | der Stolperstein für Meta Simon | |
| Löhrgasse 5 ·               | Bertha Heilbrunn         | Hier wohnte Bertha Heilbrunn geb. Traub Jg. 1862 deportiert 1942 Theresienstadt ermordet 15.5.1943                                            | 16. März 2017 | der Stolperstein für Bertha Heilbrunn | |
| Löhrgasse 5 ·               | Gustav Heilbrunn         | Hier wohnte Gustav Heilbrunn Jg. 1895 deportiert 1942 ermordet in Raasiku                                                                     | 16. März 2017 | der Stolperstein für Gustav Heilbrunn | |
| Löhrgasse 5 ·               | Jakob Heilbrunn          | Hier wohnte Jakob Heilbrunn Jg. 1868 deportiert 1942 Theresienstadt ermordet 7.10.1943                                                        | 16. März 2017 | der Stolperstein für Jakob Heilbrunn | |
| Löhrgasse 5 ·               | Nanny Heilbrunn          | Hier wohnte Nanny Heilbrunn geb. Moses Jg. 1901 deportiert 1942 ermordet in Raasiku                                                           | 16. März 2017 | der Stolperstein für Nanny Heilbrunn | |
| Löhrgasse 5 ·               | Ruth Heilbrunn           | Hier wohnte Ruth Heilbrunn Jg. 1930 deportiert 1942 ermordet in Raasiku                                                                       | 16. März 2017 | der Stolperstein für Ruth Heilbrunn | |
| Markt 14 ·                  | Aron Metzger             | Hier wohnte Aron Metzger Jg. 1864 deportiert 1942 Theresienstadt ermordet 16.10.1942                                                          | 29. März 2011 | der Stolperstein für Aron Metzger | |
| Markt 14 ·                  | Fanny Metzger            | Hier wohnte Fanny Metzger geb. Blumenfeld Jg. 1868 deportiert 1942 ermordet in Theresienstadt                                                 | 29. März 2011 | der Stolperstein für Fanny Metzger | |
| Untere Frauenstraße 8 ·     | Minna Goldschmidt        | Hier wohnte Minna Goldschmidt Jg. 1885 deportiert 1942 ermordet Juni 1942 in Sobibor                                                          | 29. März 2011 | der Stolperstein für Minna Goldschmidt | |
| Untere Frauenstraße 8 ·     | Emma Levi                | Hier wohnte Emma Levi geb. Goldschmidt Jg. 1875 deportiert 1942 ermordet Juni 1942 in Sobibor                                                 | 29. März 2011 | der Stolperstein für Emma Levi | |
| Vogelgesang 7 ·             | Herta Bacharach          | Hier wohnte Herta Bacharach geb. Tannenbaum Jg. 1907 deportiert 1941 Kaunas ermordet 25.11.1941                                               | 29. März 2011 | der Stolperstein für Herta Bacharach | |
| Vogelgesang 7 ·             | Max Bacharach            | Hier wohnte Max Bacharach Jg. 1905 deportiert 1941 Kaunas ermordet 25.11.1941                                                                 | 29. März 2011 | der Stolperstein für Max Bacharach | |
| Vogelgesang 7 ·             | Rolf Bacharach           | Hier wohnte Rolf Bacharach Jg. 1936 deportiert 1941 Kaunas ermordet 25.11.1941                                                                | 29. März 2011 | der Stolperstein für Rolf Bacharach | |
| Vogelgesang 7 ·             | Johanna Katzenstein      | Hier wohnte Johanna Katzenstein geb. Hess Jg. 1876 deportiert Theresienstadt ermordet 10.3.1943                                               | 29. März 2011 | der Stolperstein für Johanna Katzenstein | |
| Vogelgesang 7 ·             | Hinderine Rini Landsberg | Hier wohnte Hinderine Rini Landsberg geb. van der Walde Jg. 1889 deportiert 1942 ermordet im besetzten Polen                                  | 16. März 2017 | der Stolperstein für Hinderine 'Rini' Landsberg | |
| Vogelgesang 7 ·             | Jakob Landsberg          | Hier wohnte Jakob Landsberg Jg. 1922 Fluchtversuch 1939 Kladovo-Transport interniert Sabac Massenerschiessung 12.10.1941 Zasavica/Serbien     | 16. März 2017 | der Stolperstein für Jakob Landsberg | |